# Joseph Joechler
Joseph Joechler (6. května 1923 – 1994) byl rakouský horolezec, který se proslavil zejména prvovýstupen na šestou nejvyšší horu světa Čo Oju.
Narodil se ve městě Landeck v Tyrolsku. Vystudoval architekturu, ovšem již od mládí ho zajímalo horolezectví. Mezi jeho první úspěchy patří průstup severní stěnou Matterhornu a severní stěnou Eigeru, kde byl jeho spolulezcem Hermann Buhl. V říjnu roku 1954 vystoupil spolu s Herbertem Tichym a Pasengem Dawa Lamou jako první na vrchol 8201 metrů vysoké Čo Oju. Tato expedice byla v mnohém průlomová, horolezci postupovali v malém týmu a bez umělého kyslíku. Poté pracoval na několika horských chatách v Alpách.

## Úspěšné výstupy
- 1950 Parseierspitze (3036 m)
- 1951 Dent d'Hérens (4171 m)
- 1952 Eiger (3970 m)
- 1952 Tofana (3244 m)
- 1953 Matterhorn (4478 m)
- 1953 Tre Cime (2999 m)
- 1954 Čo Oju (8201 m)